# 被拒绝者

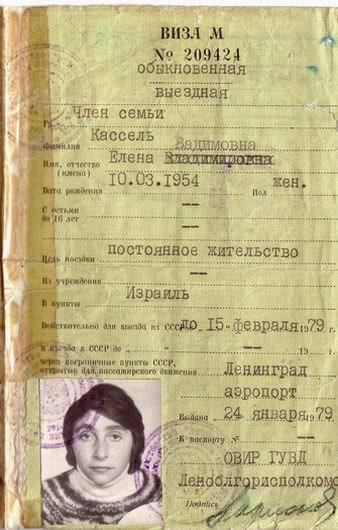
苏联2类签证。该签证颁发给被允许离开苏联及已失去苏联公民身份的个人。许多想要移民的人无法获得这种签证。

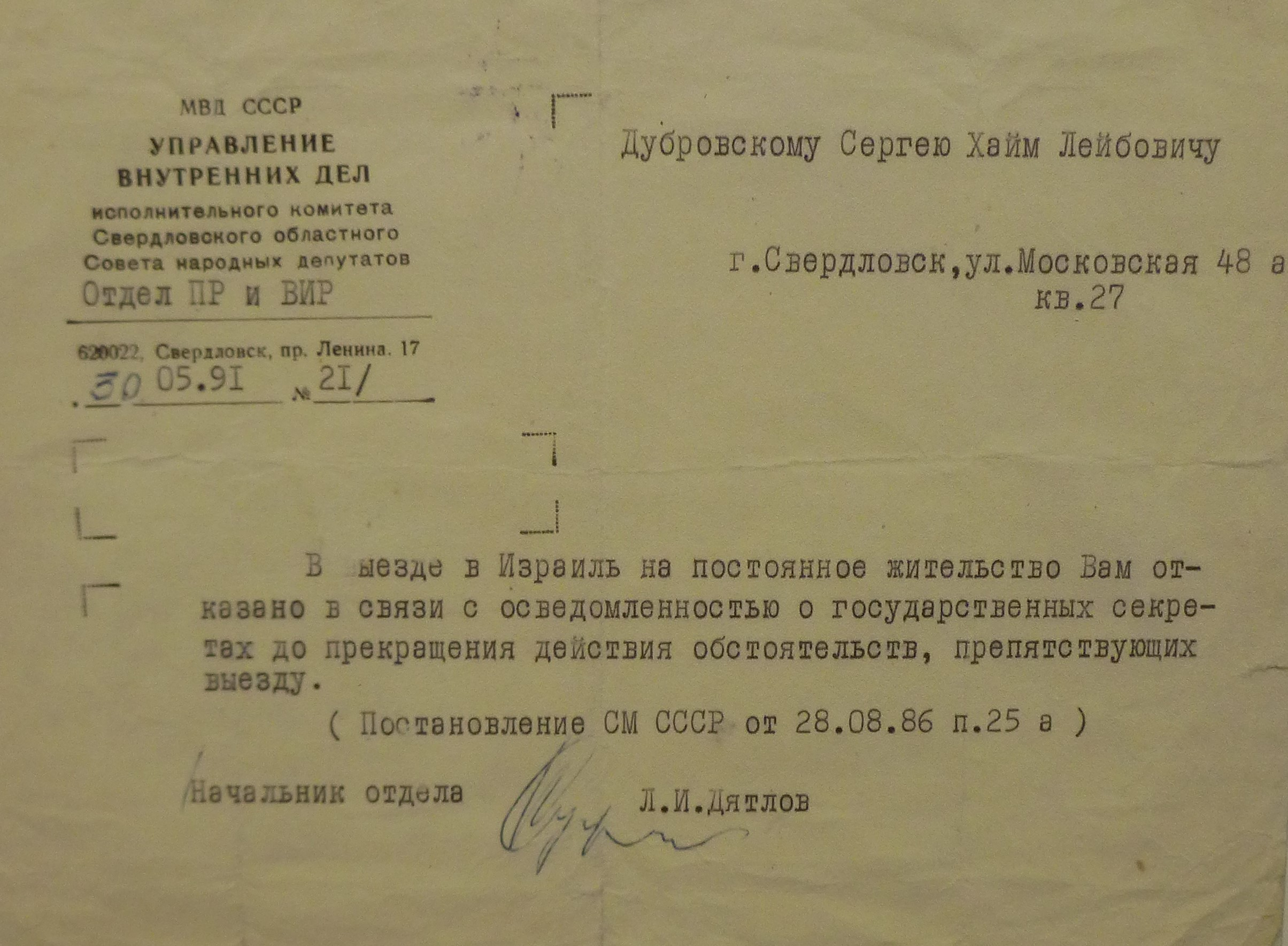
1991年5月，内务部致一名居住在斯维尔德洛夫斯克的76岁男子的信，称其因知晓国家机密而不被允许移民以色列。

Refusenik （俄语：отказник，羅馬化：otkaznik ，來自 отказ (otkaz)，意即：“被拒绝的” ；也被拼写为refusnik ），非官方术语，指代无法获得苏联及其他东方集团国家对其移民其他国家的许可，一般来说是以色列的许可的苏联及其他国家的犹太人。
除了犹太人之外，该术语还指代：
- 其他民族，如试图移民德国的伏尔加德意志人、想要移往海外的亚美尼亚人、被强制从克里米亚及俄罗斯南部地区迁移至西伯利亚的希腊人。
- 受迫害的宗教团体，如乌克兰希腊礼天主教徒、浸礼宗及其他新教教派信徒、耶和华见证人及俄罗斯门诺派教徒。

一个常见的拒绝移民许可的理由是申请者与苏联国家机密有关。部分申请者被归为外国间谍，或可能以阿利亚运动及回归法为理由避免被判叛国的煽动分子。
克格勃认为颁发签证可能消灭苏联犹太人本就不稳定的工作机会。在苏联，持不同政见者和被拒绝者被辞退，并因其特殊的身份而无法找到工作。他们必须找到一份无足轻重的工作，如清道夫，否则就会被以社会寄生虫的罪名投入监狱。
1971年，对犹太人移民以色列的禁令被废除，导致了1970年代苏联阿利亚运动。80年代中期戈尔巴乔夫上台后，因开放政策及经济改革，还有与西方关系的改善，苏联的国情起了很大变化，大部分被拒绝者也被允许移民。

## 历史
许多苏联犹太人，尤其是在第三次中东战争时期都曾申请过签证。他们中的一部分人被允许离境，但其中很多人的申请要么被直接拒绝，要么在OVIR，内务部主管签证的部门拖延数年后被回绝。在很多案例中，拒绝的理由都是申请者知晓关于苏联国家安全的重要信息，因此不能被允许离开。
冷战期间，苏联犹太人被认为是国家的安全隐患及潜在的叛徒。为申请一张出境签证，申请者（常常还有其家庭）会辞去工作，而这会导致他们很容易地被指控为社会寄生虫。
许多犹太人面临了系统性及制度性的反犹太主义。犹太人几乎没有机会进入某些政府部门。除此之外，官方对宗教教育及活动的限制导致了犹太人无法接触民族文化及宗教。这些限制使大量犹太人选择移民，但申请一张签证的行为本身即被官方视为叛国。正因如此，申请一张签证是很有风险的，官方对申请的拒绝往往伴随着被辞退及社会以其他形式的排斥，还有经济压力。同时，国际上对其强烈的谴责迫使苏联政府大量地增加了移民限额。1960-1970这十年间，仅有4000人被允许移民。在接下来的十年间，这个数字增加到了250000人，但又于1980年再度下降。

### 劫机事件
1970年，由爱德华·库兹涅佐夫（Eduard Kuzbetsov，其之前已在监狱服刑六年）领导的16名被拒绝者（其中有两名非犹太人）,在明知面临被抓获或射杀的风险下，伪装成将要去往一场婚礼的样子，预定了一架12座安托诺夫An-2飞机的全部座位，在飞机离地前将飞行员扔了出去，然后将飞机劫往瑞典。参与其事的成员之一，马克·蒂姆希茨（Mark Dymshits）曾是空军飞行员。
1970年6月15日，在于列宁格勒附近的斯莫尔诺耶（Smolnoye）机场降落后，所有“机组人员”都被内务部逮捕。
库兹涅佐夫及蒂姆希茨被指控为叛国。根据俄罗斯苏维埃联邦社会主义共和国刑法典第六十四条，叛国可被判处死刑。但在国际社会的抗议下，两人的死刑被改为15年有期徒刑。约瑟夫·门德列维奇（Yosef Mendelevitch）及尤里·费多罗夫（Yuri Federov）也被判15年有期徒刑；阿列克谢·穆尔津科（Aleksey Murzhenko），14年有期徒刑；西尔瓦·佐曼森（Sylva Zalmanson，库兹涅佐夫之妻，也是劫机者中唯一的女性），10年有期徒刑；阿里耶·克诺赫（Arie Knokh），13年有期徒刑；阿纳托利·欧特曼（Anatoli Altmann），8年有期徒刑；沃尔夫·佐曼森（Wolf Zalmanson，西尔瓦及以色列的兄弟），10年有期徒刑；门德尔·波尼亚（Mendel Bodnya），4年有期徒刑。

### 对被拒绝者的打压及其运动的发展

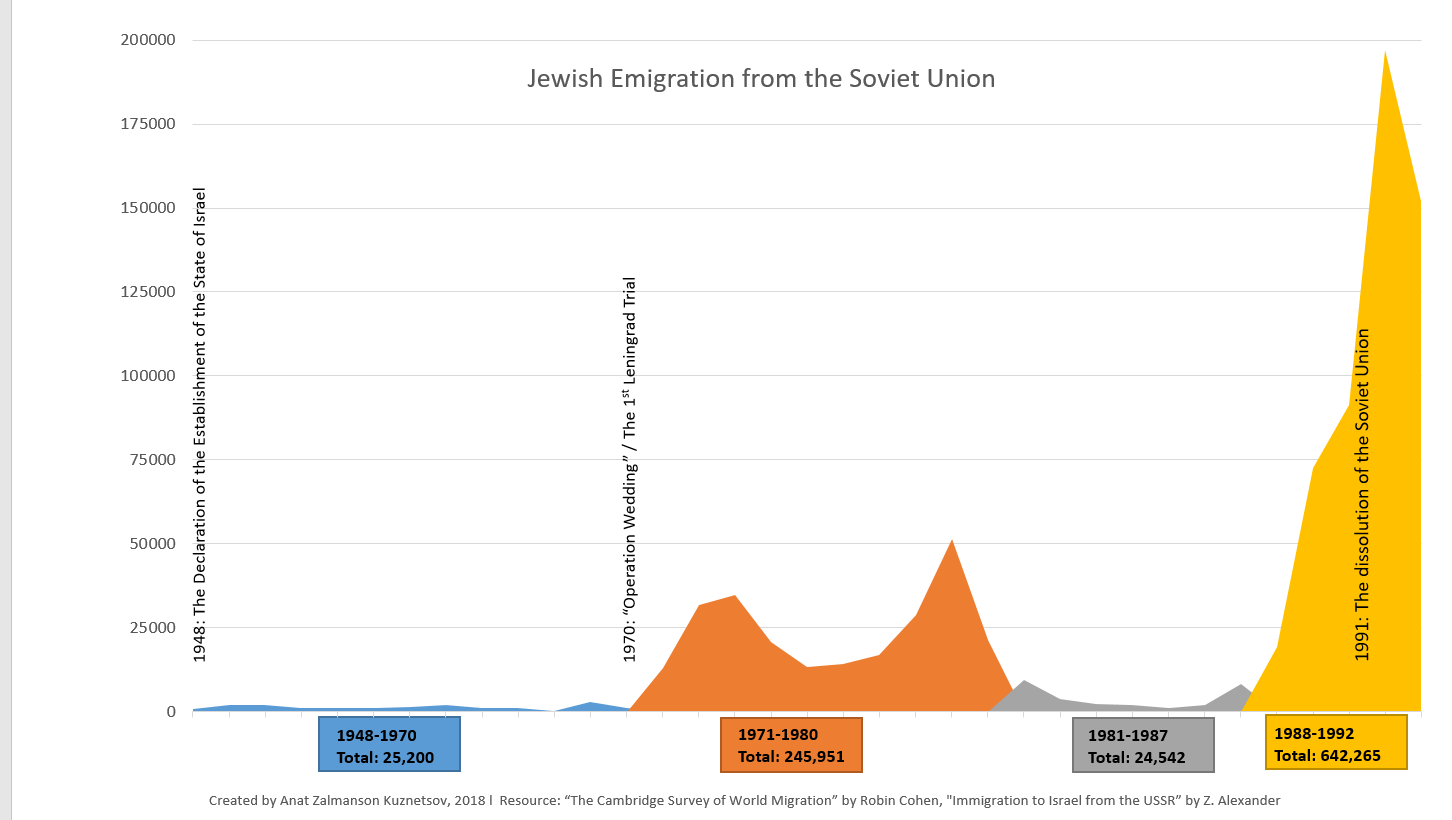
第一次列宁格勒审判前后的苏联犹太人移民

劫机事件发生后，一场针对犹太人及持不同政见者的打压开始。活动家遭到逮捕，临时的希伯来语及妥拉学校被关闭，更多的审判随后而来。
1970年代中期，为被拒绝者声张权利的人主要是纳坦·夏兰斯基。他与莫斯科赫尔辛基小组的交涉帮助了将争取移民权的斗争与其他更大的人权运动结合起来。他因被控犯为间谍及叛国而遭逮捕一事及之后的审判对国际社会对被拒绝者的支持也作了贡献。

### 国际社会的压力

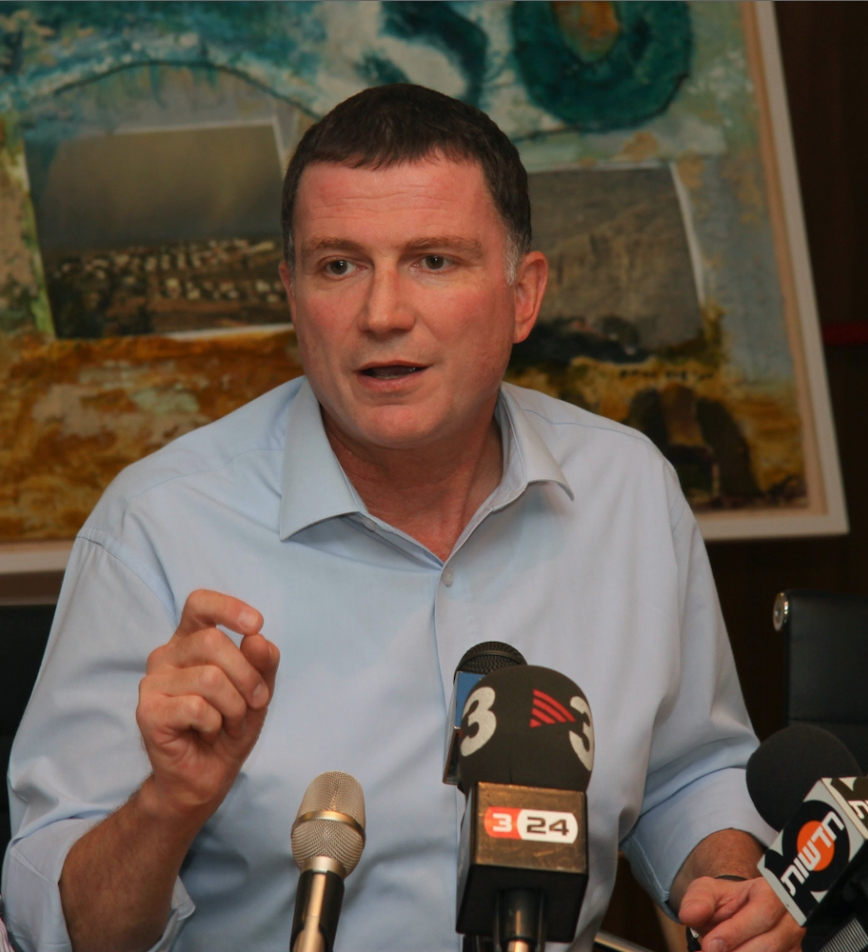
尤利·埃德尔斯坦，最著名的苏联被拒绝者之一，于2013-2020年担任以色列议会议长。

1976年10月18日，13名犹太人被拒绝者向苏联最高苏维埃主席团请愿，要求其解释他们在《赫尔辛基最终解决方案》中被确保的移民以色列的权利遭其否决的原因。因没有得到任何答复，第二天，他们集结在主席团的接待区处等待。在等待了几个小时后，警察包围了他们，把他们带出了城市进行殴打，并将两人逮捕。
在一次人权活动家与苏联内务部部长，尼古拉·晓洛科夫的失败会晤后，这种漠视人权的行为在苏联首都引发了数场示威游行。1976年10月25日周一，22名活动家，包括马克·阿兹贝尔（Mark Azbel）、菲利克斯·坎德尔（Felix Kandel）、亚历山大·勒尔内尔（Alexander Lerner）、伊达·努德尔（Ida Nudel）、纳坦·夏兰斯基、弗拉基米尔·斯勒帕克（Vladimir Slepak）及米哈伊尔·泽连尼（Michael Zeleny）在他们前往下一场示威游行的路上遭到逮捕。他们被控为发起球迷骚乱，并被监禁在贝尔约兹卡（Beryozka）及其他位于莫斯科附近的拘留所。一名与他们毫无关系的人，艺术家维克多·莫特科（Victor Motko），也因其之前曾尝试离开苏联而在卢比扬卡广场被逮捕，并和抗议者们一起被拘留。这些事件被好几位英国及美国记者，包括大卫·K·希普勒（David K. Shipler）、克雷格·R·惠特尼（Craig R. Whitney）及克里斯多弗·S·乌仁（Christopher S. Wren）。与十月抗议同时发生的还有1976年美国总统选举。10月25日，总统候选人吉米·卡特通过发给夏兰斯基的电报表示了他对抗议者的支持，并敦促苏联政府释放他们。1976年11月9日，在卡特赢得总统选举一周后，苏联政府释放了除两人以外的所有抗议者。许多抗议者在被释放后又被重新逮捕并监禁，或被流放至西伯利亚。
1978年6月1日，被拒绝者弗拉基米尔·斯莱帕克及玛丽娅·斯莱帕克站在他们位于八层的公寓阳台上。他们被拒绝移民以色列已有八年。弗拉基米尔展示了一面上有“让我们去以色列的儿子那里（Let us go to our son in Israel）”字样的旗帜，玛丽娅则拿着一面写有“为了儿子，请给签证（Visa for my son）”的旗帜。另一位被拒绝者及莫斯科赫尔辛基小组成员，伊达·努德尔在她自己的公寓阳台上也展示了相同的旗帜。他们都被逮捕并被指控发起蓄意伤害他人的球迷骚乱及触犯苏联刑法典第二〇六章第二条。莫斯科赫尔辛基小组在6月5及15日对此事表达了抗议。弗拉基米尔·斯莱帕克及伊达·努德尔分别被判流放西伯利亚5年及4年。
各个人权活动组织，包括克利夫兰苏联反犹太主义委员会（Cleveland Council on Soviet Anti-Semitism，1963年）、学生为了苏联犹太人而斗争（Student Struggle for Soviet Jewry，1964年）、湾区苏联犹太人委员会（Bay Area Council for Soviet Jews）、苏联犹太人联合委员会（Union of Councils for Soviet Jews）及支持苏联犹太人国家联盟（National Coalition Supporting Soviet Jewry）合并为了苏联犹太人运动（Soviet Jewry Movement）。
另一个支持被拒绝者人权之舆论压力的来源是1974年贸易法的杰克逊-瓦尼克修正案（Jackson-Vanik Amendment）。修正案影响了美国与包括苏联在内限制犹太人移民及其他人权的计划经济国家（即东方集团国家）的关系。据马克·E·塔利斯曼（Mark E. Talisman）称，从中受益的人包括苏联的被拒绝者及匈牙利、罗马尼亚及其他国家想要移民的人。

## 词语本身的使用
虽然“Refusenik”一词本身有其确定的意思，即不被允许离开苏联的人，但是它也被用来指代除苏联犹太人之外的其他“外人”，之后还被用来指代“拒绝者”而非其原意“被拒绝者”。随着时间的流逝，“Refusenik”一词进入了英语口语，用以指代拒绝，尤其是抗议做某事的人。
1992年，俄罗斯政府将戈尔巴乔夫基金会的建筑占领，其联邦宪法法院还禁止戈尔巴乔夫本人离开俄罗斯。戈尔巴乔夫称自己为俄罗斯政治上的第一个“Refusenik”。
在英美，“Refusenik”偶尔被用来表示“不遵守某事的人”。许多使用这个词的人并不知道其词源。
然而，其原意仍在以色列及各国犹太人关于其起源事件的文章中得以保留，并与其衍生义平行使用。